# Perlodidae
Perlodidae, porodica kukaca obalčara dio natporodice Perloidea. Sastoji se od dvije potporodice i dva fosilna roda
Potporodica je raširena po gotovo cijeloj Euroaziji i Sjevernoj Americi, te u sjevernoj Africi (Alžir)

## Potporodice
1. Isoperlinae Frison, 1942
2. Perlodinae Klapálek, 1909